# Fernando Valls Taberner
Fernando Valls Taberner (Barcelona, 31 de marzo de 1888-Barcelona, 1 de octubre de 1942) fue un jurista, político, historiador y medievalista español.

## Biografía
Nació el 31 de marzo de 1888 en Barcelona en el seno de una familia acomodada. Tras preparar el doctorado en Madrid, se doctoró en Derecho con la tesis "Consuetudines ilerdenses" (1227) y su autor Guillermo Botet; posteriormente se doctoraría en Historia con la lectura de la tesis Los abogados en Cataluña durante la Edad Media. Ejerció la cátedra de Historia de España en la Universidad de Murcia entre 1922 y 1928. Fue diputado provincial, diputado en el Parlamento de Cataluña por la circunscripción de Barcelona (ciudad) (electo en 1932) y diputado en las Cortes republicanas (electo en 1936) por la circunscripción de Barcelona (provincia), miembro de la Lliga Regionalista; en la década de 1930 evolucionó hacia la adopción de posturas críticas con el catalanismo. Falleció el 1 de octubre de 1942 en su ciudad natal.
Además de miembro del Instituto de Estudios Catalanes, fue miembro de la Real Academia de Buenas Letras de Barcelona (elegido en 1920), del Cuerpo Facultativo de Archiveros, Bibliotecarios y Arqueólogos, y director del Archivo de la Corona de Aragón.

## Obras
- — (1911). "Consuetudines ilerdenses" (1227) y su autor Guillermo Botet.
- — (1913). Usatges de Barcelona. (junto con Ramon d'Abadal).[6]
- — (1915). Los abogados en Cataluña durante la Edad Media.
- — (1915). Privilegis i ordinacions de la Vall d’Aran.[6]
- — (1917). Privilegis i ordinacions de les valls pirinenques: Vall d’Aneu, Vallfarrera i vall de Querol.[6]
- — (1920). Privilegis i ordinacions de les Valls d’Andorra.[6]
- — (1922). Història de Catalunya. (junto con Ferran Soldevila).[14]
- — (1923). Los privilegios de Alfonso X a la ciudad de Murcia.[15]
- — (1939). Reafirmación espiritual de España.[16]

## Obras sobre Taberner
- A Fernando Valls Taberner (1888-1942). Prólogo del Marqués de Castell Florite. Barcelona: Diputación Provincial de Barcelona. 1964.[17]
- Mas i Solench, Josep Maria (2004). Ferran Valls i Taberner, jurista, historiador i polític.[n. 2]